# Epidendrum avicula
Epidendrum avicula är en orkidéart som beskrevs av John Lindley. Epidendrum avicula ingår i släktet Epidendrum och familjen orkidéer. Inga underarter finns listade i Catalogue of Life.

## Bildgalleri

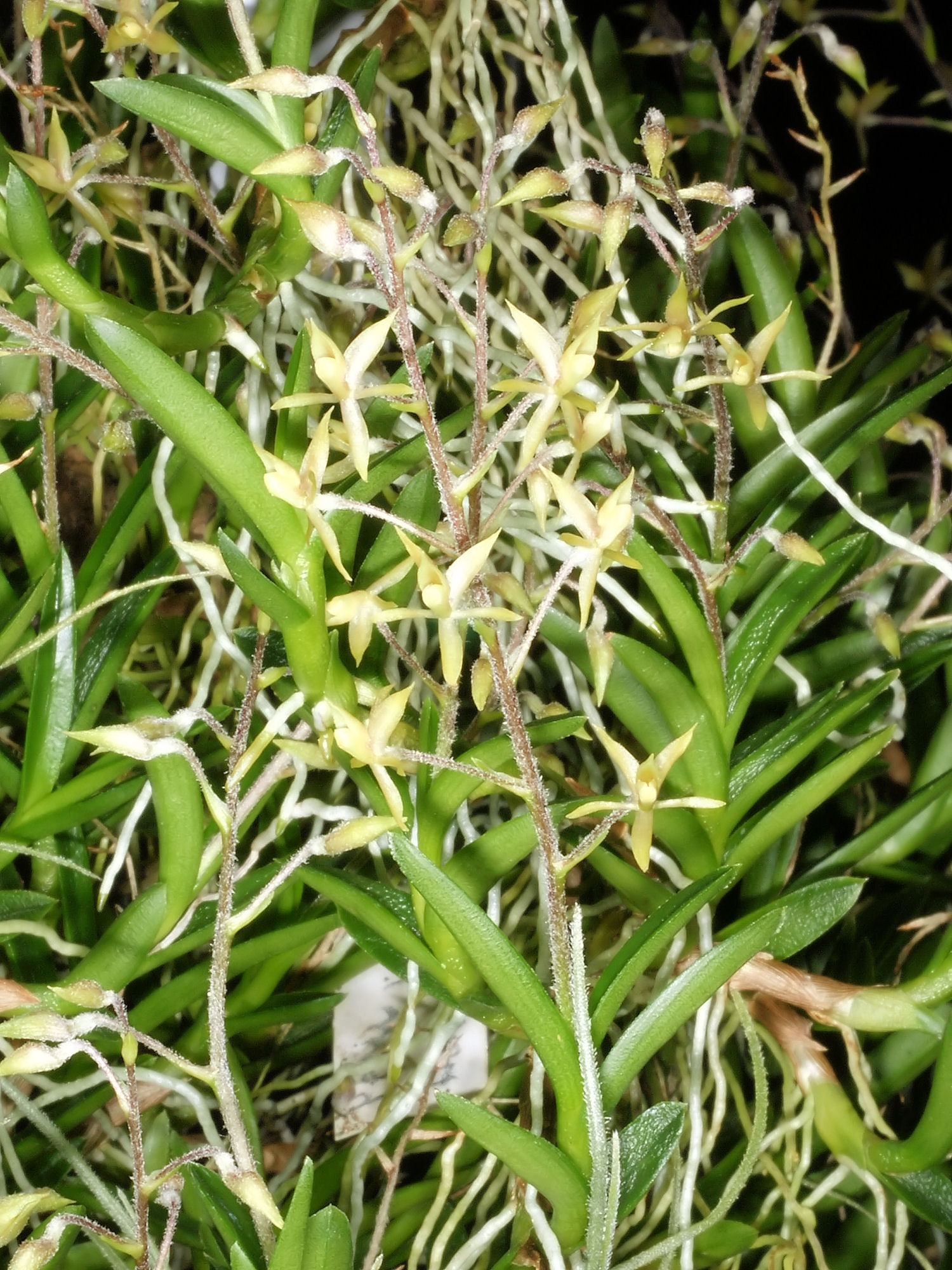
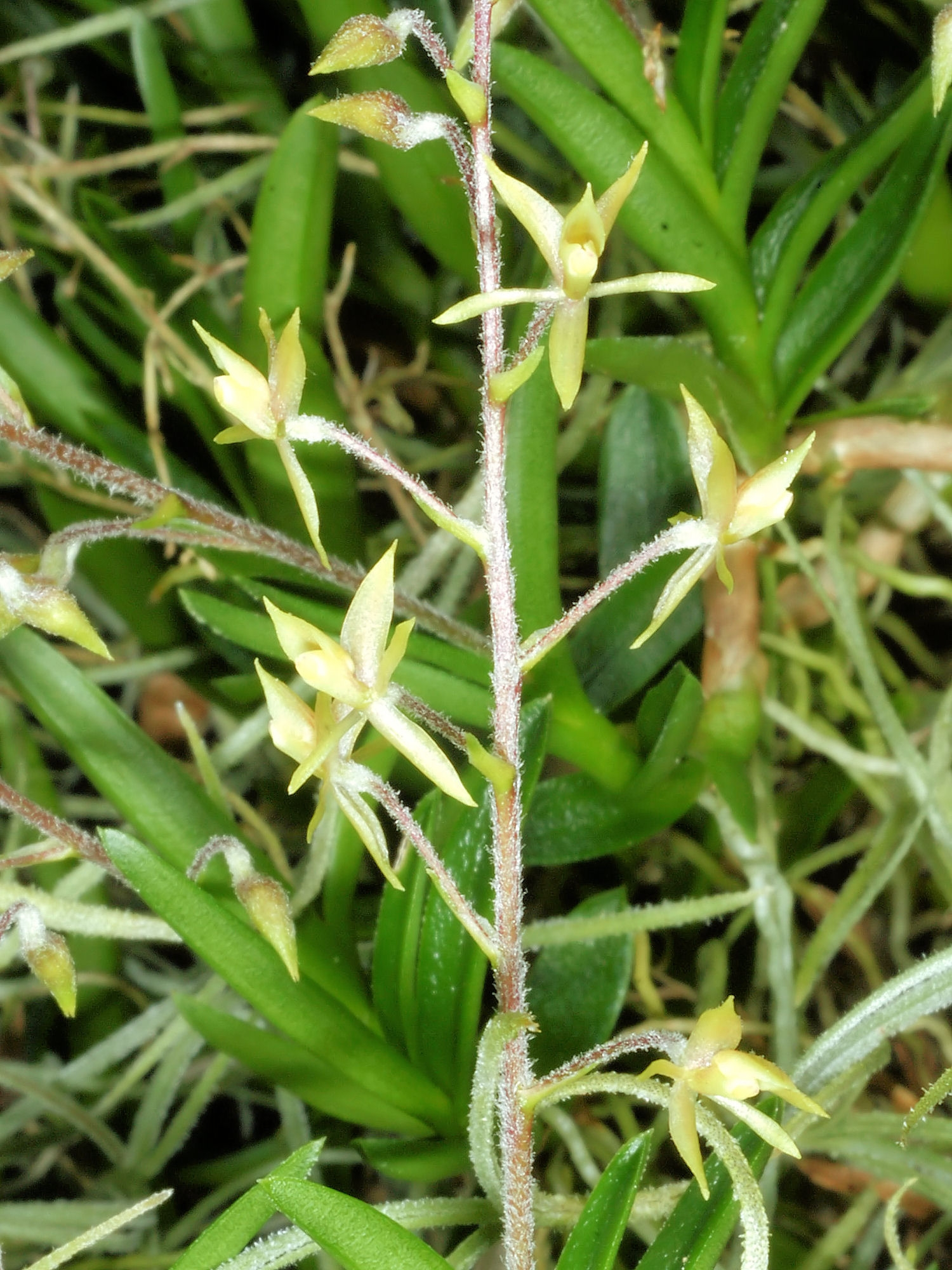
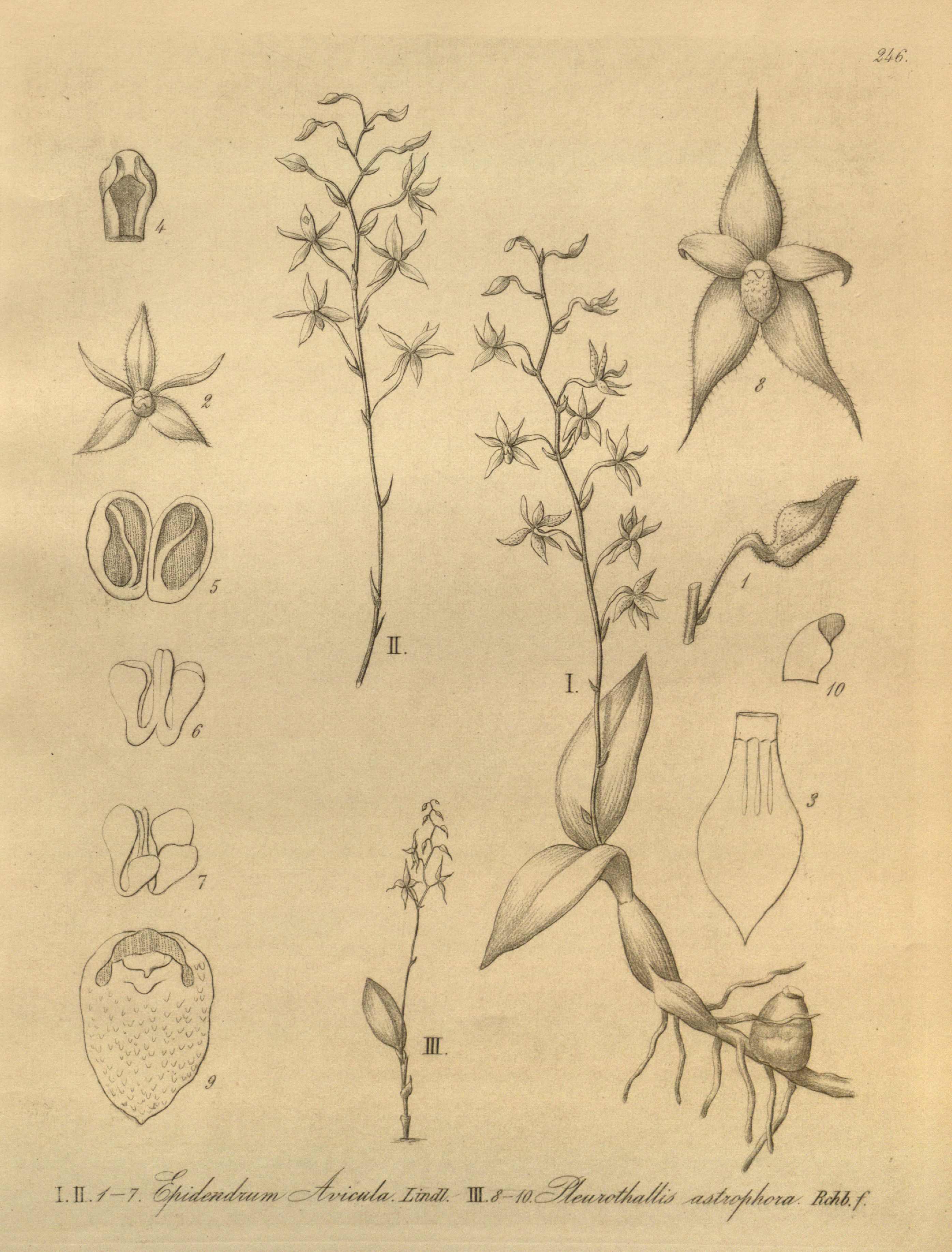
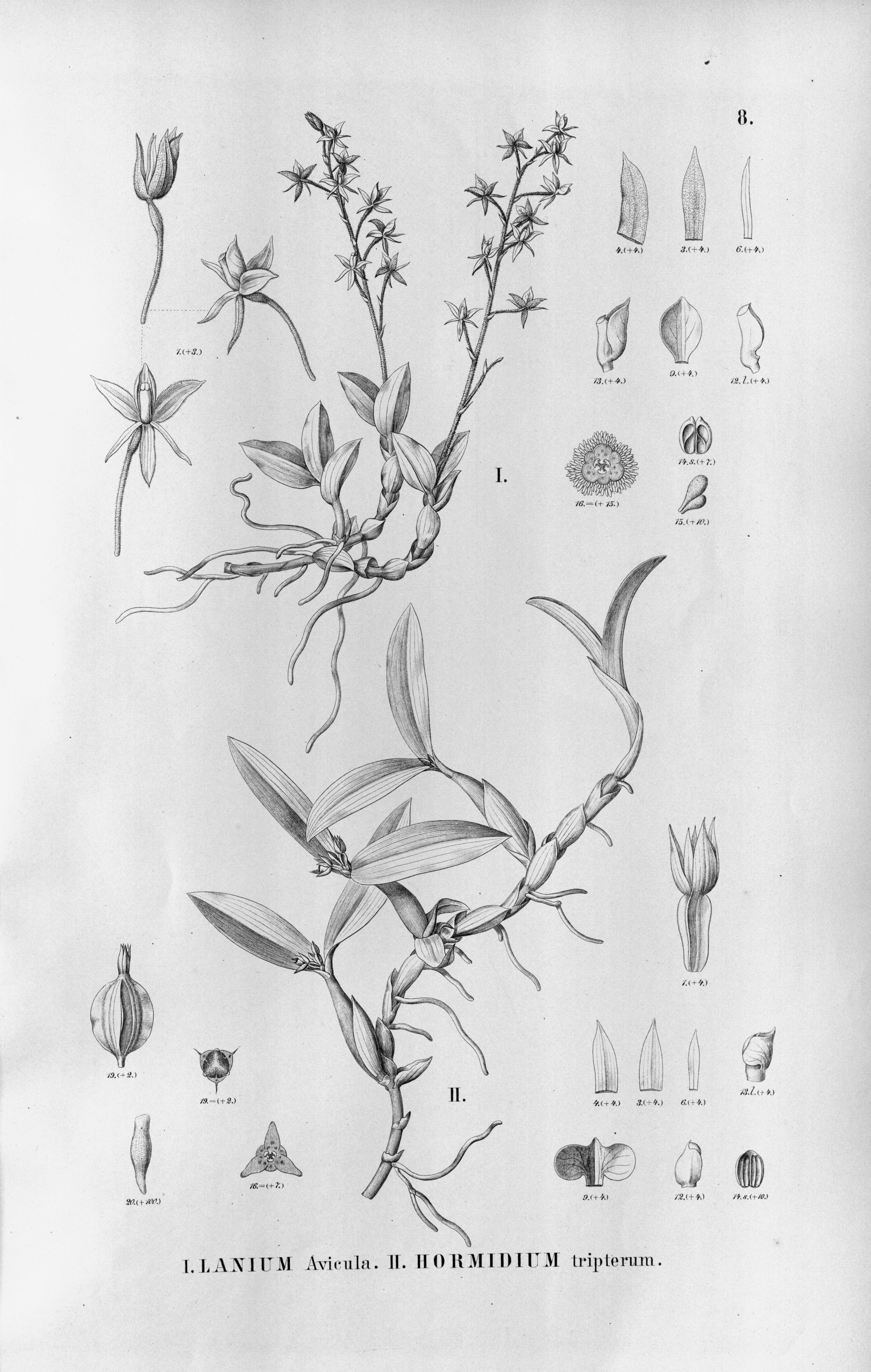